# Pont-de-Barret
Pont-de-Barret é uma comuna francesa na região administrativa de Auvérnia-Ródano-Alpes, no departamento de Drôme. Estende-se por uma área de 16,60 km². Em 2010 a comuna tinha 687 habitantes (densidade: 41,4 hab./km²).